# 이규도
이규도(1940년 ~ 2024년 3월 13일)은 대한민국의 성악가, 교수이다.

## 학력
- 이화여자대학교 성악과

## 생애
이화여자대학교 성악과(59학번)를 졸업하고 1970년 미국으로 건너가 마리아 칼라스를 사사했다.
1976년 이화여자대학교 성악과 교수로 부임 후 음대 학장을 맡아 후학을 양성했다.
6.25 전쟁 때 월남한 실향민 출신으로 1985년 남북 예술단 상호방문 때 평양에서 '그리운 금강산'을 부르기도 하였다.

## 수상
- 제33회 대한민국 문화예술상 (2001)
- 제18회 예총예술문화상 대상 (2004)
- 제55회 대한민국 예술원상 (2010)
- 제2회 백남상 (2015)